# Wachsteiner Bach
Der Wachsteiner Bach ist ein 3 km langer Bach auf der Gemeindegemarkung von Theilenhofen im  mittelfränkischen Landkreis Weißenburg-Gunzenhausen in Bayern, der etwa 1,8 km nordwestlich des Dorfes Gundelsheim an der Altmühl von links und Ostnordosten in den linken Altmühl-Auengraben Wolfsgraben mündet. Benannt ist er nach dem Pfarrdorf Wachstein, das er durchfließt.

## Verlauf
Der Wasserlauf entsteht auf etwa 475 m ü. NHN am Westrand des Gemeindesitzes Theilenhofen im Seitengraben eines hier noch westlich laufenden Feldweges in Richtung Wachstein. Nach einem halben Kilometer Laufs speist er einen ca. 0,2 ha großen Weiher dicht neben der von der Bundesstraße 13 im Norden südwestlich über Wachstein zur Kreisstraße WUG 1 Dornhausen–Gundelsheim führenden Straßenspange. Diese begleitet er zum Dorf, durchquert es, und läuft erst weiter neben der Straße, ab deren Einmündung in die Kreisstraße WUG 1 dann neben einem sie jenseits fortsetzenden Feldweg weiter bis etwa 80 Meter vor das linke Ufer der Altmühl, wo er auf etwa 411 m ü. NHN in deren Auengraben Wolfsgraben einmündet, etwa einen Kilometer flussabwärts von Dittenheim-Windsfeld auf der anderen Altmühlseite. Der Wolfsgraben hat dann nach rund 700 Metern, die er fast parallel zum Fluss zieht, eine erste Zumündung zu ihm.
Der Wachsteiner Bach fließt sehr beständig westsüdwestlich in offener Flur meist entlang von Wegen. Am obersten Lauf bis zum Weiher stehen nur zwei Bäume, nach ihm bis zum Ortsrand von Wachstein findet sich spärliches Buschwerk am Ufer. Im Weichbild eingangs und ausgangs von Wachstein begleitet ihn jeweils kurz eine Baumgalerie; im Dorf selbst ist er überwiegend verdolt. Weiter abwärts bis zur WUG 1 säumen dann einige Straßenbäume seinen Lauf. Der etwa 800 Meter lange Unterlauf von dieser Kreisstraße bis zur Mündung ist völlig kahl.